# Undsdorf
Die Rotte Undsdorf ist ein ehemaliger Ortsteil der Ortschaft Althofen in der Stadtgemeinde Althofen im Bezirk Sankt Veit an der Glan im Bundesland Kärnten (Österreich).

## Namenkundliches
Undsdorf wird in der Form Huntisdorf im Jahr 1074 erstmals urkundlich erwähnt und ist später unter anderem als Huntzdorff (1394) oder Hundtstorf (1622) belegt.
Seit der Mitte des 18. Jahrhunderts setzte sich die heutige Form ohne führendes H durch.
Der Name bedeutet Dorf einer Person namens Hund, wobei der Personennamen vom Tiernamen Hund abgeleitet ist.

## Geschichte
Undsdorf wird als Huntisdorf erstmals 1074 genannt. 1910 bestand der Ort aus vier Höfen mit folgenden Vulgarnamen: Pirkerhof, Kaspitzhof, Stanglhof und Meiselhof.
Alle vier Hofstellen lassen sich bereits im 16. Jahrhundert nachweisen. Der Meiselhof wurde um 2014 abgerissen.

## Bevölkerungsentwicklung
Seit der Volkszählung von 1900 liegen für Undsdorf Einwohnerzahlen in Abständen von typischerweise zehn Jahren bis ins Jahr 1971 vor.
| Jahr | Einwohnerzahl | Häuser |
| ---- | ------------- | ------ |
| 1900 | 076           | 04     |
| 1910 | 095           | 06     |
| 1923 | 098           | 06     |
| 1951 | 098           | 06     |
| 1961 | 133           | 11     |
| 1971 | 054           | 07     |